# Neue Reutlinger Hütte
Die Neue Reutlinger Hütte (auch Walter-Schöllkopf-Hütte) ist eine Alpenvereinshütte der Sektion Reutlingen des Deutschen Alpenvereins im Verwall und steht in Vorarlberg, Österreich.

## Lage
Die Selbstversorger-Hütte steht südlich und oberhalb von Klösterle (Klostertal) am oberen, südlichen Ende der Wildebene, in windexponierter Lage auf dem Sattel zwischen Östlicher Eisentaler Spitze und Pflunspitzen. Dieser Sattel bildet den Übergang zwischen dem Nenzigasttal und dem Gaflunatal. In Hüttennähe befinden sich einige kleinere Seen. Die Hütte liegt im Europaschutzgebiet Verwall.

## Geschichte
Die 1905 gegründete Sektion Reutlingen des DuOeAV erwog zunächst am Kreuzjoch oberhalb von Schruns, wo jedoch die Sektion Worms des DuOeAV bereits intensiv an der Errichtung ihrer Wormser Hütte arbeitete, zu bauen. Ein Mitglied der Sektion Reutlingen brachte daraufhin 1907 den Platz auf der Wildebene ins Gespräch. Am 3. August 1909 weihte sie dort die Alte Reutlinger Hütte ein. 1953 brannte sie bis auf ihre Grundmauern nieder.
Ersatzweise nutzte die Sektion Reutlingen des DAV ihre für den Winterbetrieb errichtete Kaltenberghütte nun auch im Sommer, was jedoch als auf Dauer unbefriedigende Lösung galt. So entstand auf Initiative des 1. Vorsitzenden der Sektion, Walter Schöllkopf, die Neue Reutlinger Hütte als Selbstversorgerhütte. Ihr Rohbau wurde, nachdem 11 t Material mit dem Hubschrauber hinaufgebracht waren, in nur zwei Tagen in Blockhaus-Bauweise auf dem Fundament des abgebrannten Gebäudes errichtet. Am 26./27. September 1970 konnte sie eingeweiht werden.
Im Frühjahr 1977 schob eine Staublawine die Hütte 2 m vom Fundament. Sie war jedoch so solide gebaut, dass sie als Ganzes weitgehend intakt blieb, und im darauffolgenden Sommer mit Seilwinden an ihren ursprünglichen Platz gezogen werden konnte.
1987 ersetzte man das separate Toilettenhäuschen durch einen Anbau. Geheizt und gekocht wurde bis 1995 mit Flüssiggas, seither mit einem Holzherd. 2002 errichtete die Sektion einen Anbau zur Lagerung des Brennholzes an der Ostseite, 2018 entstand an der Nordostecke ein weiterer Anbau mit einer Bio-Toilette.
Im Jahr 2020 wurde der Hütte als erste Selbstversorgerhütte im Alpenraum vom Bundesverband des DAVs das Umweltgütesiegel für Alpenvereinshütten verliehen.

## Zugänge
- Von Klösterle oder Langen über Nenzigastalm, 4½ h
- Von Klösterle über Satteinser Alm, 4½–5 h
- Von Stuben über Stubener Weg, 5 h
- Von Silbertal im Montafon über Gaflunatal, 5 h (ab der Unteren Gaflunaalpe, 1360 m, bis zu welcher im Sommer ein Transport im Wanderbus angeboten wird, 3 h)
- von der Konstanzer Hütte durch das Pfluntal und über das Gafluna-Winterjöchli 3 h

## Nachbarhütten und Übergänge
- Zur Kaltenberghütte, „Stubener Weg“ – Bludenzer Alpe, 4 h
- Zur Konstanzer Hütte, Gafluna Winterjöchli – Pfluntal, 2 h

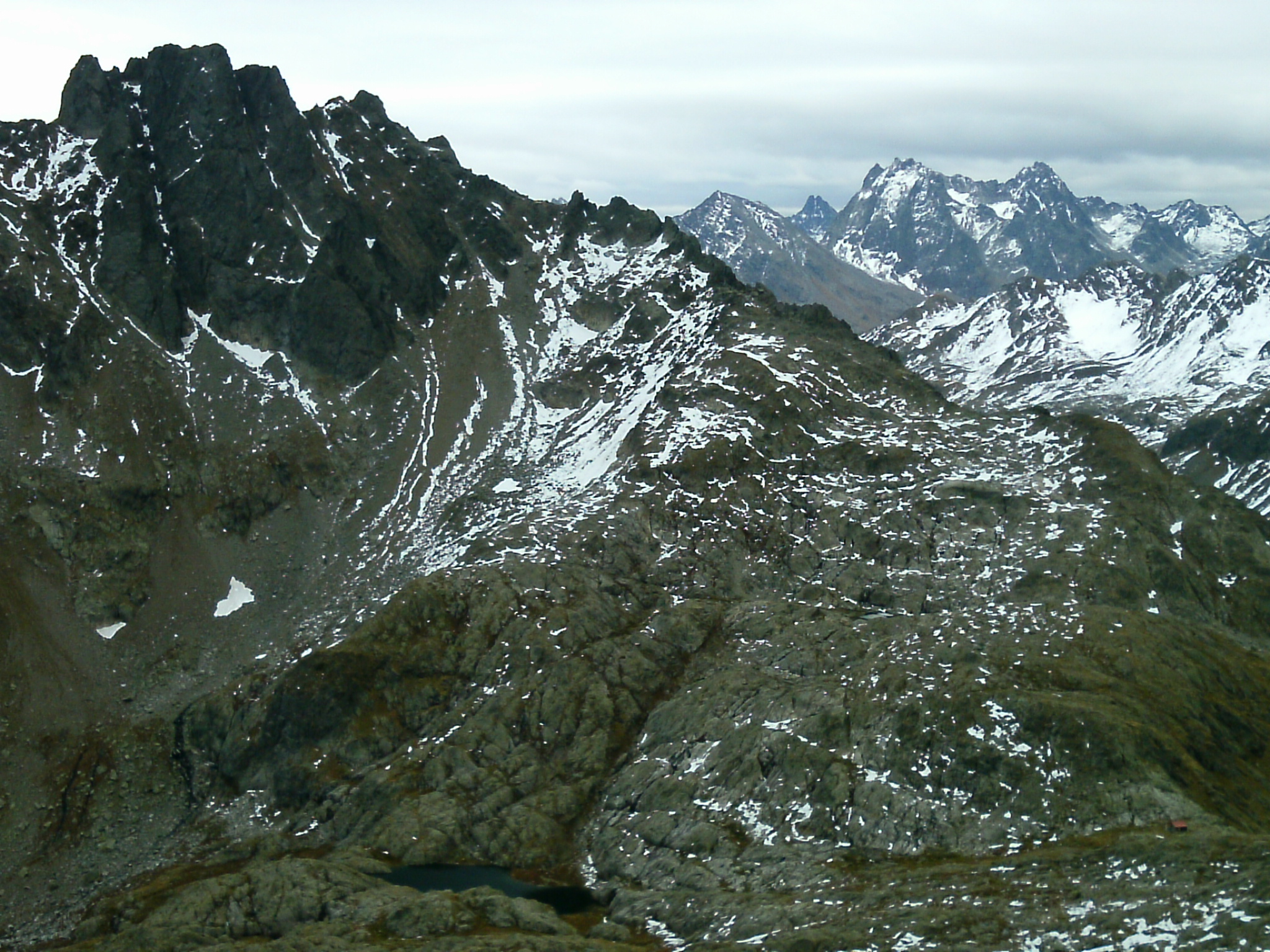
Neue Reutlinger Hütte (rechts unten) vom Aufstieg zur Östlichen Eisentaler Spitze, Pflunspitzen links oben

- Neue Reutlinger Hütte (rechts unten) vom Aufstieg zur Östlichen Eisentaler Spitze, Pflunspitzen links obenZur Wormser Hütte, über Gaflunatal – Silbertal – Grasjoch – Kreuzjoch

## Gipfel
- Reutlinger Turm (2606 m), über Südgrat (UIAA-Skala III), 3 h
- Östliche Eisentalerspitze (2753 m), nicht markiert, Steinfiguren, 1½ h
- Pflunspitzen (2912 m), 3 h, leichtester Anstieg UIAA-Skala I – II
- Kaltenberg (2896 m), 3½ h

## Karten
- Alpenvereinskarte AV 3/2, 1:25.000, Lechtaler Alpen – Arlberggebiet
- Alpenvereinskarte AV 28/2, 1:25.000, Verwallgruppe – Mitte